# Michael Bartels
Michael Bartels (n. 8 martie 1968, Plettenberg, Republica Federală Germania, Germania), este un fost pilot de curse.
În anul 2010 a câștigat GT1 World Championship, iar în sezonul 1991 a participat la 4 curse de Formula 1 pentru echipa Team Lotus.

## Cariera în Formula 1
| Sezon | Echipă     | Puncte | Loc clasament general |
| ----- | ---------- | ------ | --------------------- |
| 1991  | Team Lotus | 0      | -                     |